# The Pas Airport
The Pas Airport är en flygplats i Kanada.   Den ligger i provinsen Manitoba, i den centrala delen av landet, 2 000 km väster om huvudstaden Ottawa. The Pas Airport ligger 270 meter över havet. Den ligger vid sjöarna  Campbell Lake och Clearwater Lake.
Terrängen runt The Pas Airport är mycket platt. Trakten runt The Pas Airport är nära nog obefolkad, med mindre än två invånare per kvadratkilometer.. Närmaste större samhälle är The Pas, 19,4 km sydväst om The Pas Airport. 
I omgivningarna runt The Pas Airport växer i huvudsak blandskog.